# Дитрих V фон Даун-Брух
Дитрих V фон Даун-Брух Млади (на немски: Dietrich V zu Daun-Bruch; † сл. 2 август 1410) е господар на Даун, Брух в Айфел, Рейнланд-Пфалц.

## Произход и наследство
Той е син на Дитрих IV фон Даун-Брух († 1400/1402) и първата му съпруга Ирмгард фон Шлайден († сл. 1367/1391), дъщеря на Конрад III фон дер Шлайден († 1345) и Йохана фон Вилденберг († 1339). Внук е на рицар Дитрих III фон Даун († 1341) и Елизабет (Биеле) фон Брух († 1346), дъщеря на Теодерих III фон Брух/Брук († сл. 1304) и Беатрикс фон Еш († сл. 1270).
Баща му Дитрих IV се жени втори път пр. 1 януари 1394 г. за рауграфиня Елизабет фон Нойенбаумберг († сл. 1407), дъщеря на Филип I фон Нойенбаумбург († 1359) и Агнес фон Лайнинген († 1387/1389). Сестра му Маргарета фон Даун († сл. 1394) се омъжва пр. 10 декември 1393 г. за Йохан фон Малберг-Аудун († сл. 1416).
Дитрих V е дядо на Улрих фон Мандершайд († ок. 1436), архиепископ и курфюрст на Трир (1430 – 1436).
Замъкът Брух отива през 1539 г. обратно на Курфюрство Трир.

## Фамилия
Дитрих V фон Даун-Брух се жени пр. 25 ноември 1392 г. за Луция фон Даун († сл. 1409), дъщеря на Рихард XII фон Даун († 1395) и Ирмгард (Ирмезинд) фон Даун († сл. 1409). Те имат децата:
- Ирмгард фон Даун († 4 април 1456), омъжена пр. 1421 г. за граф Дитрих II фон Мандершайд († 10 ноември 1469), господар на Даун
- Дитрих фон Даун-Брух-Даун († 1420, Палестина), женен на 4 юли 1410 г. за Катарина фон Крихинген († 9 януари 1448)
- Катарина фон Даун († сл. 1499), омъжена I. пр. 1421 г. за бургграф Йохан V фон Райнек († сл. 1423), II. 1443 г. за Вилхелм Мор фон Валд († 1484/1485); III. сл. юни 1485 г. за Вилхелм фон Щайн († сл. 1499)